# المثل السائر في أدب الكاتب والشاعر
المثل السائر في أدب الكاتب والشاعر هو كتاب في الأدب والبلاغة لأبي الفتح ضياء الدين بن الأثير المتوفي سنة 637هـ، وهو من مشاهير الكتب في الصناعتين (الأدب والشعر)، قال حاجي خليفة: «جمع فيه الجزري واستوعب، ولم يترك شيئا يتعلق بفن الكتابة إلا ذكره»